# Colney Heath
Colney Heath è un villaggio e parrocchia civile dell'Inghilterra, appartenente alla contea dell'Hertfordshire.